# Stopnik (Vransko, Slovenija)
Stopnik je naselje u slovenskoj Općini Vranskom. Stopnik se nalazi u pokrajini Štajerskoj i statističkoj regiji Savinjskoj. 

## Stanovništvo
Prema popisu stanovništva iz 2002. godine naselje je imalo 174 stanovnika.